# Château de Dijon

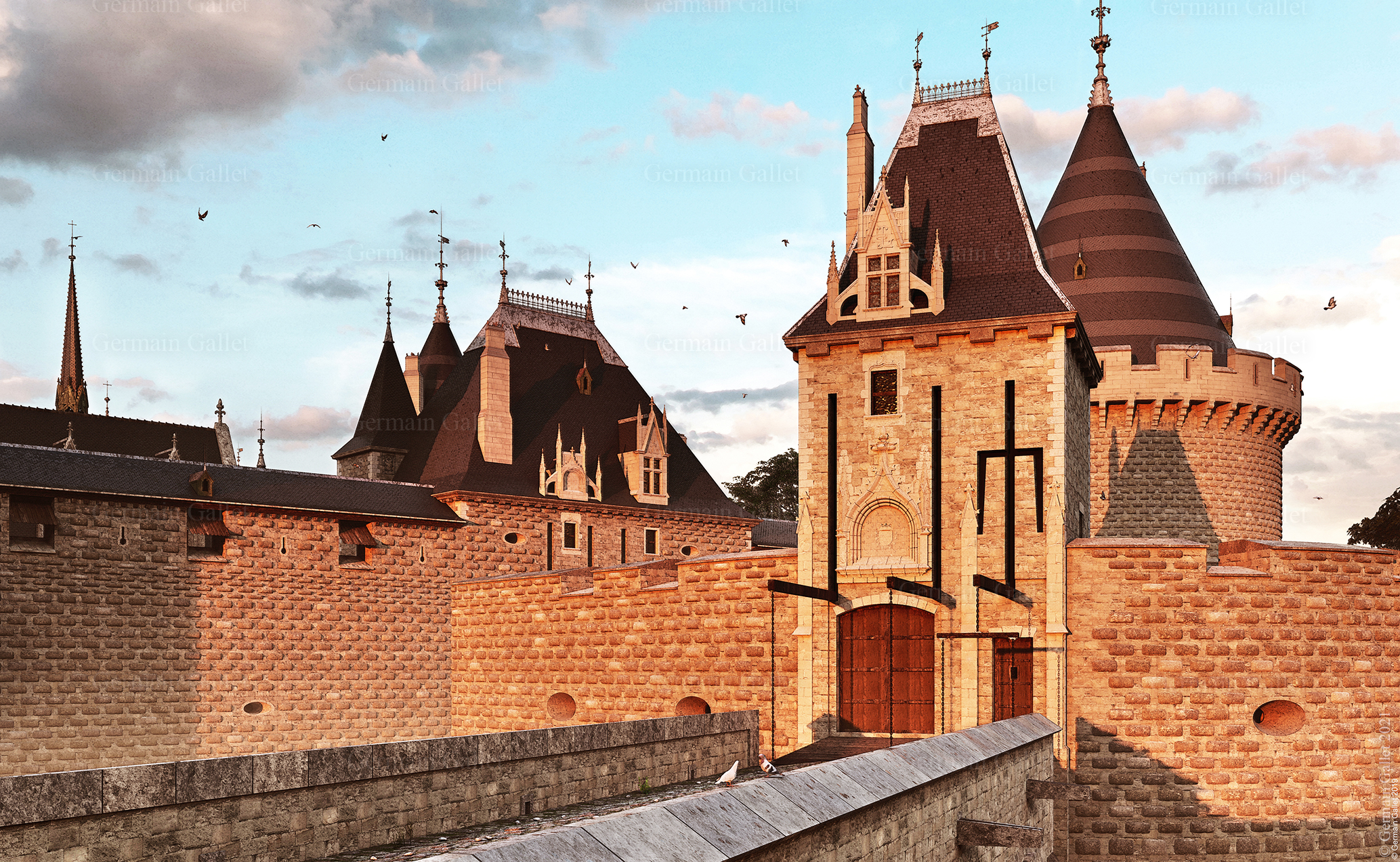

Le château royal de Dijon est un ancien château fort du XVe siècle dont il ne reste rien de visible, situé à l'emplacement de l'actuelle place Grangier, dans le centre-ville de Dijon.

## Historique
À la suite de la succession de Charles le Téméraire, mort à la bataille de Nancy en 1477, le roi Louis XI de France entreprend de reconquérir l'État bourguignon, qui était resté indépendant durant plus d'un siècle avec les ducs de Valois Bourgogne, et dont a hérité la duchesse Marie de Bourgogne.

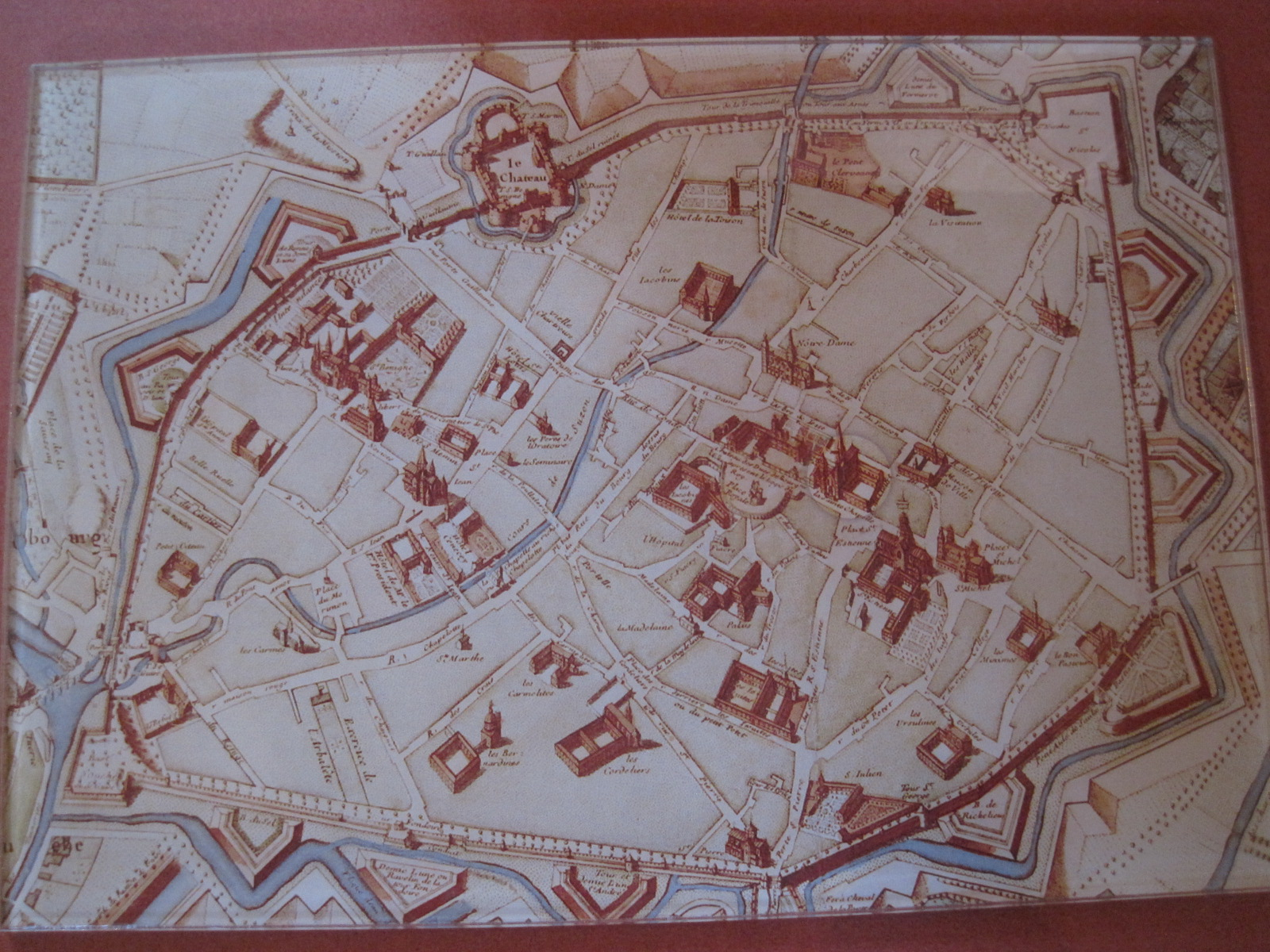
Château royal sur le plan de Dijon fortifié, avec remparts de 18 tours et 12 portes, palais des ducs de Bourgogne, abbaye Saint-Bénigne de Dijon, église Saint-Étienne de Dijon, église Saint-Michel de Dijon... (musée archéologique de Dijon).

À partir de 1478, Louis XI ordonne la construction des châteaux forts de Dijon, Beaune et Auxonne pour s'imposer militairement au duché de Bourgogne, pour contrôler ce dernier et pour protéger le royaume de l'empire germanique ; il en confie la maîtrise d'œuvre à Vauzy de Saint-Martin. 
L'imposant château royal de Dijon est achevé vers 1510 sous le règne du roi Louis XII de France. Il est construit selon un plan carré, avec quatre tours d'angle massives reliées entre elles par des courtines sur fossés, deux boulevards situés côté ville et côté champs et des porteries à pont-levis. Il comportait des embrasures ou meurtrières pour armes à feu à double ébrasement dites « à la française » vers 1483 qui sont les plus anciennes attestées.
Le château est à cheval sur le rempart de dix-huit tours et douze portes existant de la ville (à ne pas confondre avec le castrum de Dijon moins étendu et plus ancien), entre la porte Guillaume de la place Darcy, la tour Poinsard Bourgeoise (proche de la rue du château actuelle) et l'actuel Hôtel des Postes bâti en partie sur l'emplacement du château.
Le château n’empêche pas le siège de Dijon en 1513. Il est assiégé lors des guerres de la Ligue catholique (guerres de Religion) et sous la Fronde.

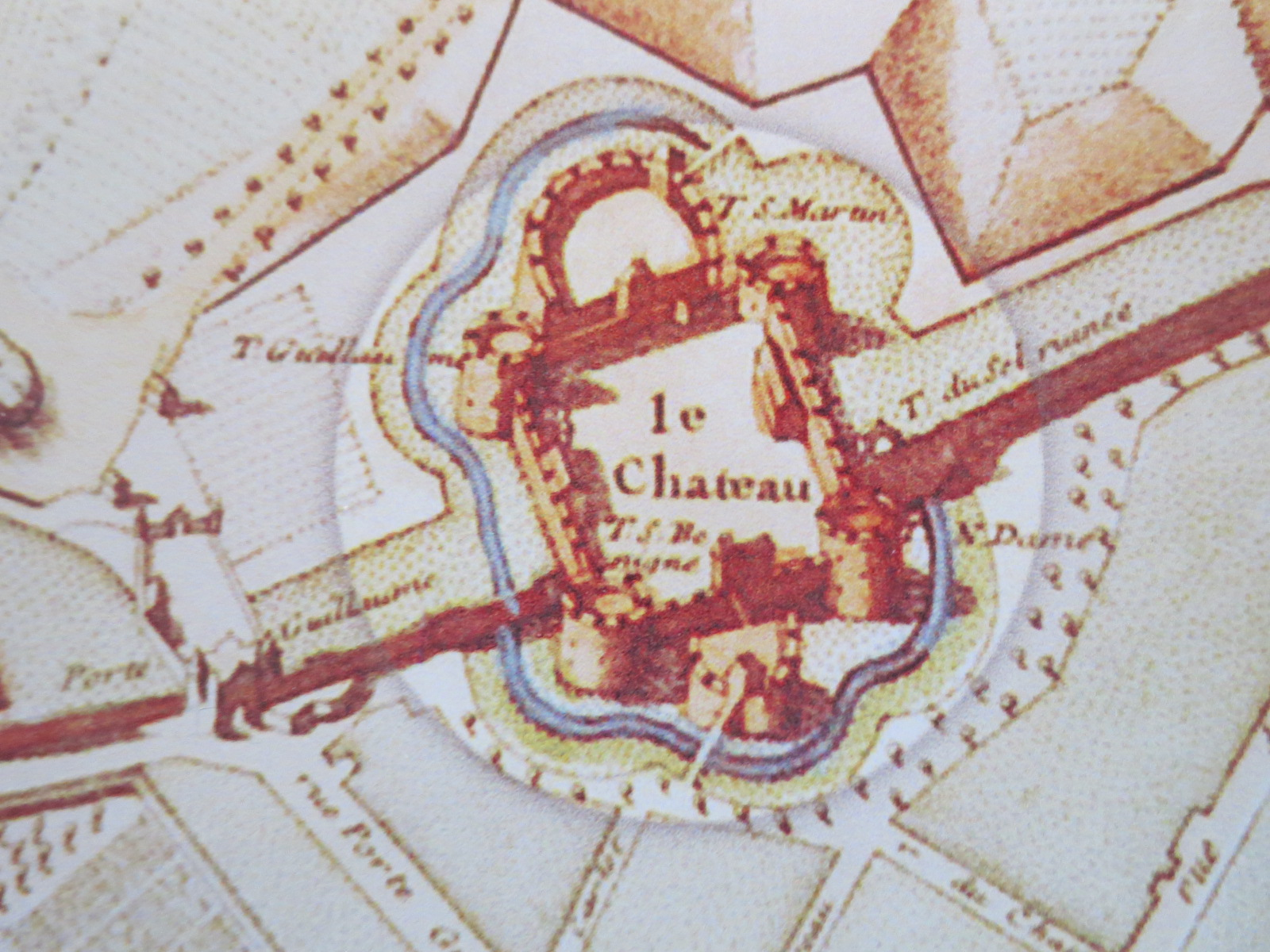
Château de Dijon (musée archéologique de Dijon).
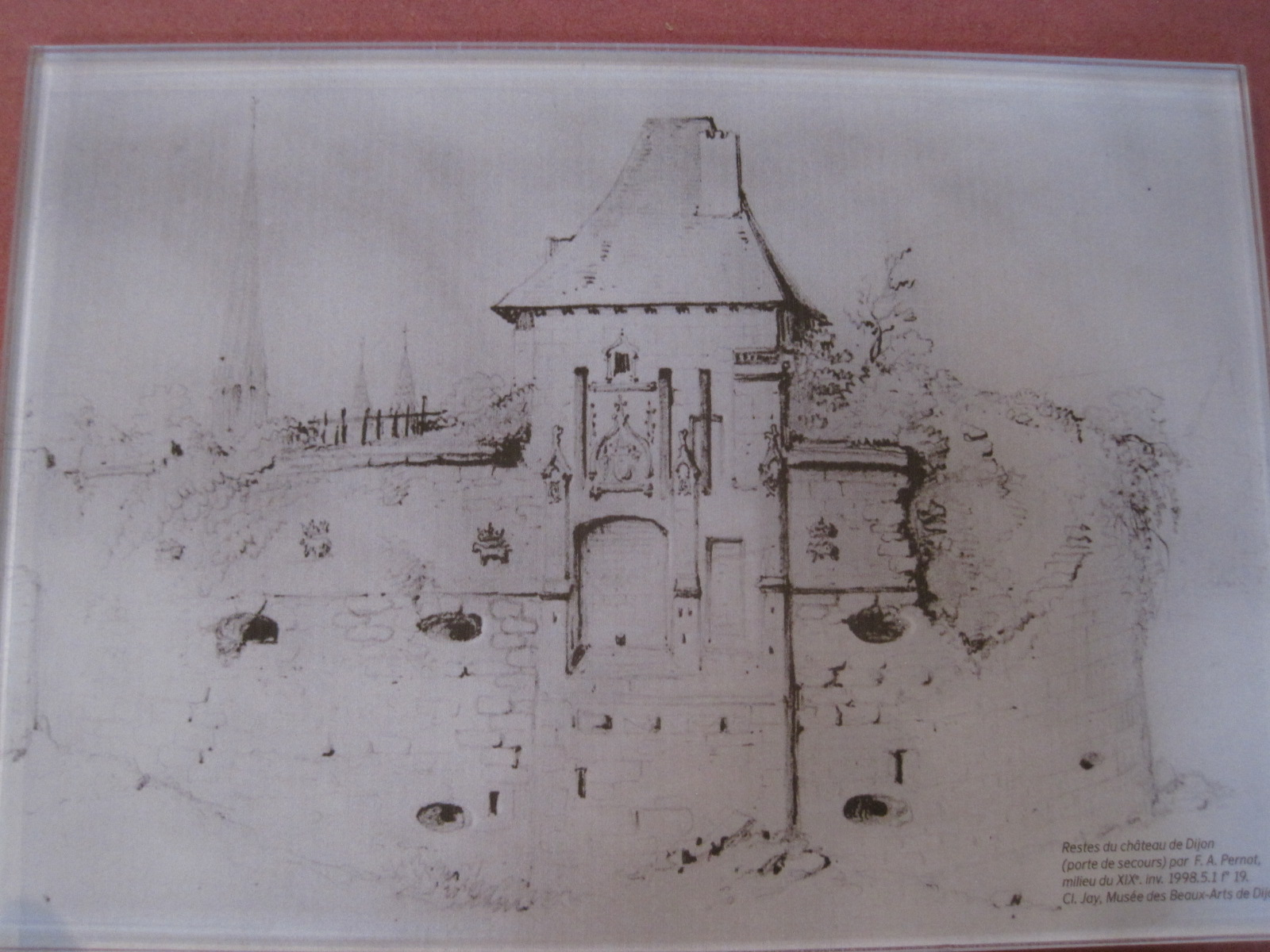
Gravure de la porte de secours du château (musée archéologique de Dijon).
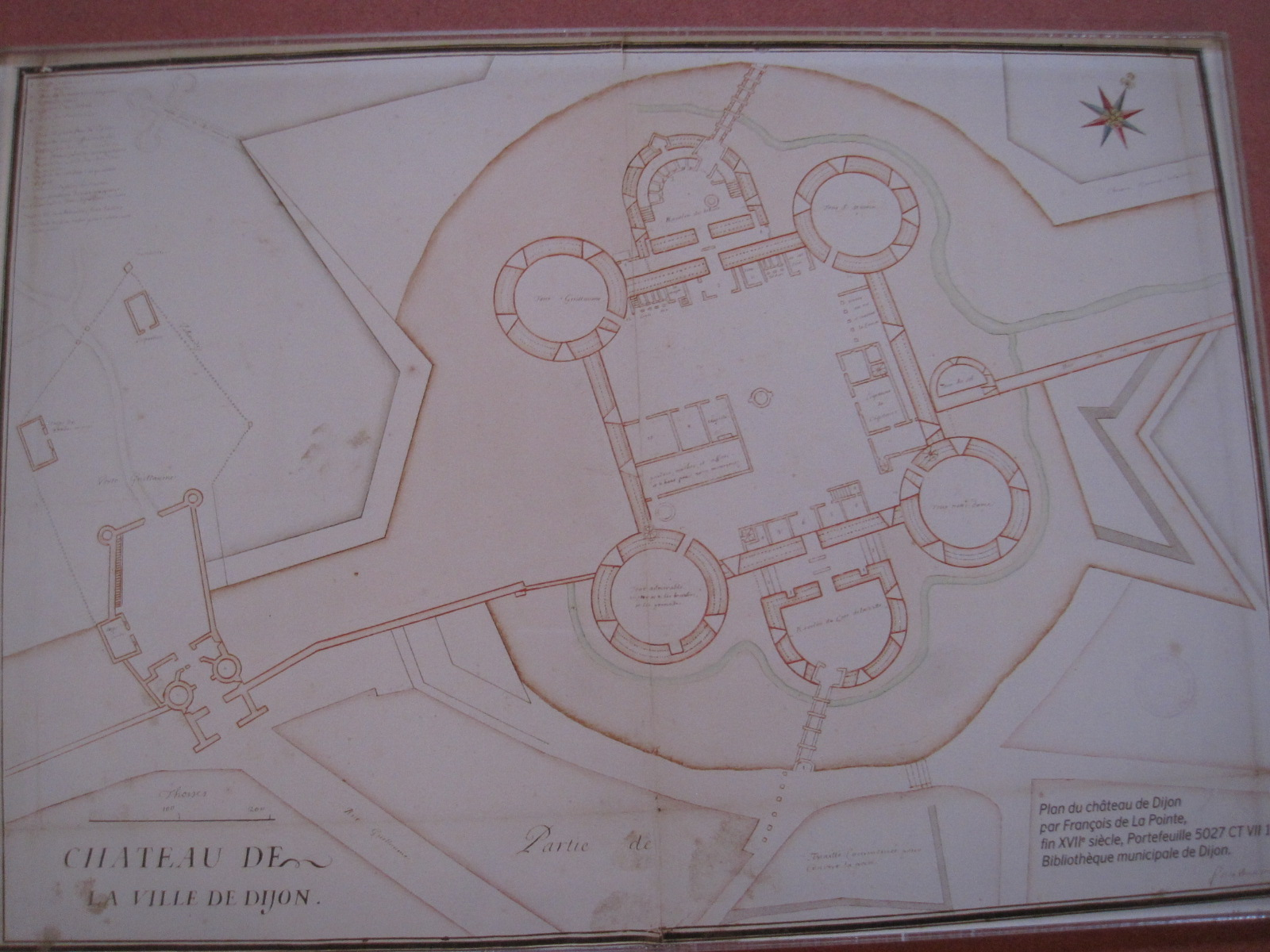
Plan du château (musée archéologique de Dijon).

Au XVIIIe siècle, le château devient prison d’État où sont incarcérés entre autres le chevalier d’Éon et Mirabeau (qui s'en évade). Après la Révolution française, le château est transformé en caserne de gendarmerie.

Anciens remparts et portes de ville
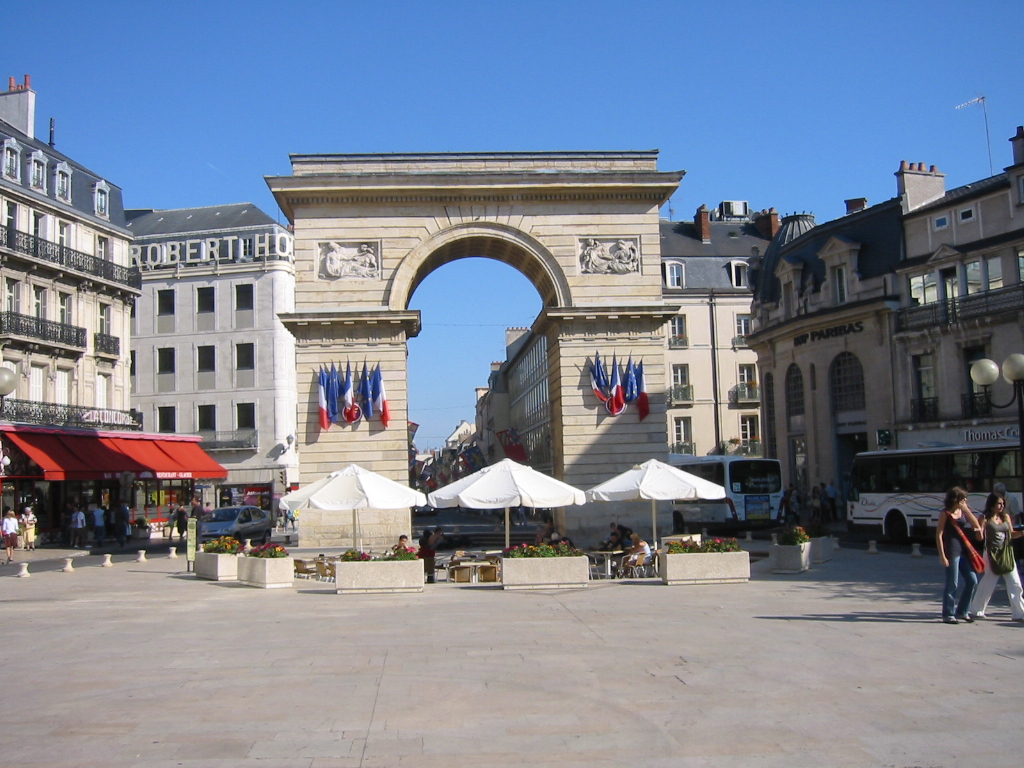
Porte Guillaume (place Darcy).
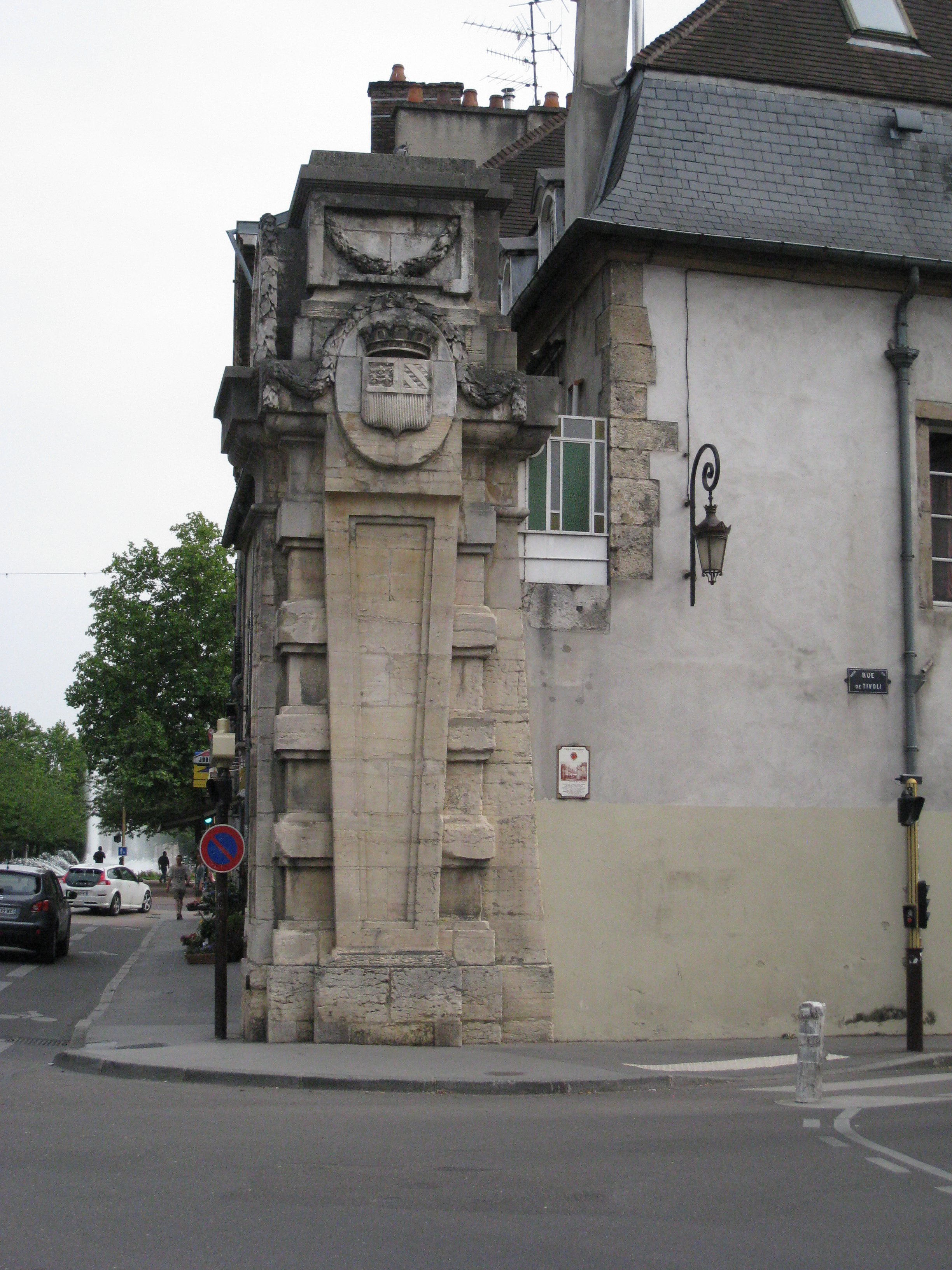
Porte Saint-Pierre, à l'angle des rues Chabot-Charny et de Tivoli.
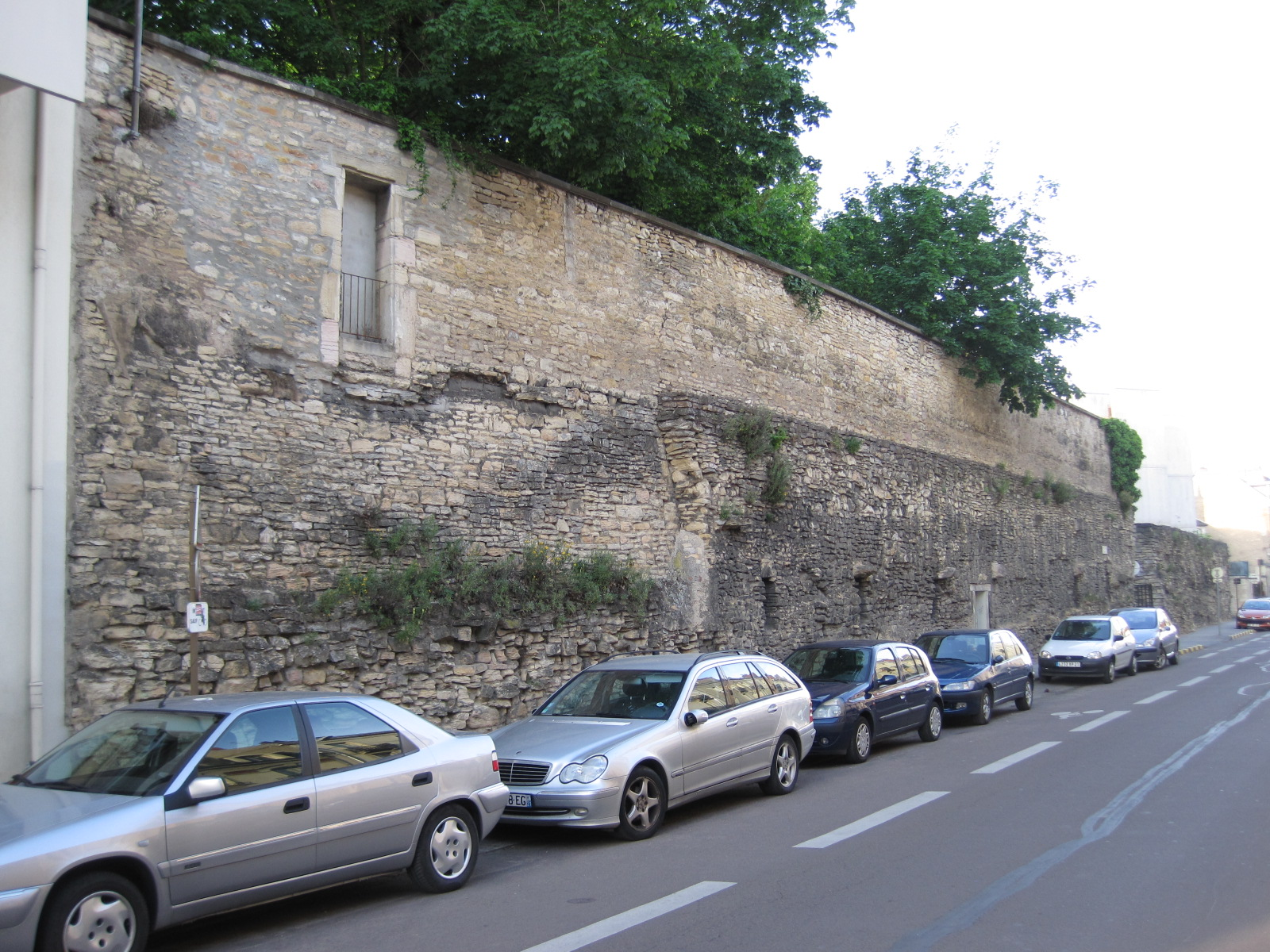
Vestiges des remparts de Dijon, rue de Tivoli.

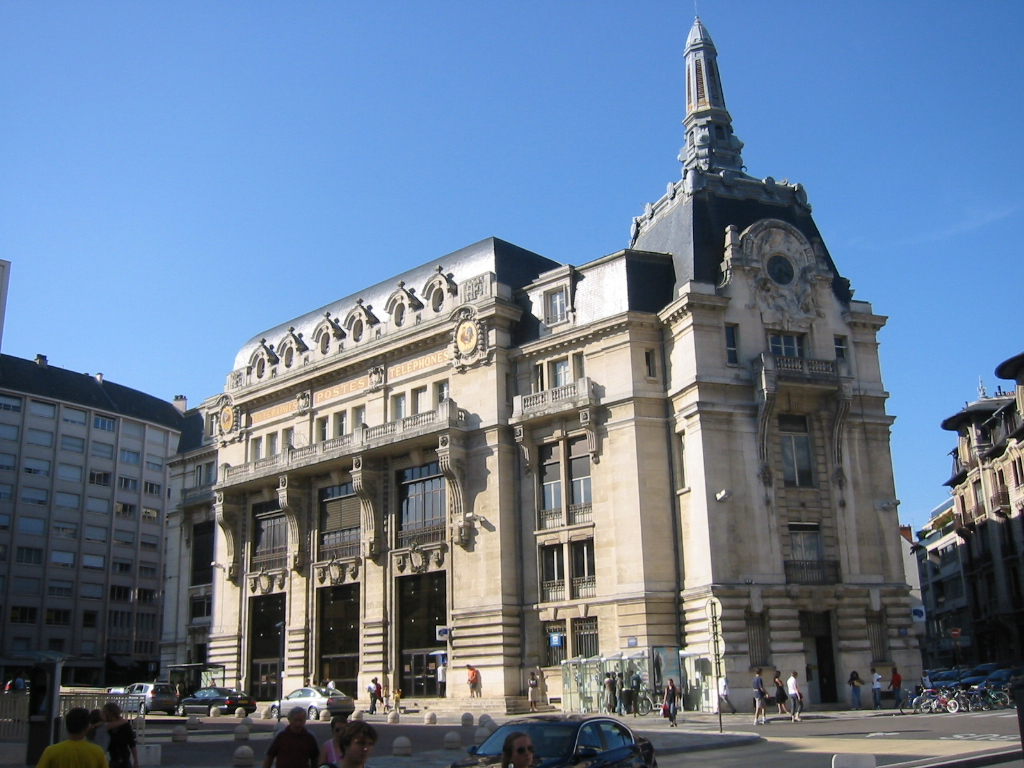
Actuel hôtel des postes, place Grangier.

Durant le XIXe siècle des intellectuels, (dont l'architecte Charles Suisse), obtiennent son classement aux monuments historiques, mais à la suite de l'importante hostilité de l'opinion publique dijonnaise à l'encontre de cette Bastille bourguignonne, le château est déclassé le 5 juillet 1887 et démoli par morceaux de 1891 à 1897. En 1923 et 1936, on redécouvre des vestiges souterrains, notamment la galerie de contremine du grand fer à cheval de Louis XII, qui sont finalement à nouveau protégés au titre des monuments historiques, par un arrêté du 25 mars 1941.
À ce jour, il ne reste rien du château place Grangier et il ne subsiste que de très rares vestiges et représentations, exposés entre autres au musée archéologique de Dijon…